# Flexibilität (Betriebswirtschaft)
Flexibilität ist die Anpassungsfähigkeit, mit der ein Wirtschaftssubjekt auf eingetretene Datenänderungen reagiert oder erwartete antizipieren kann.

## Allgemeines
Als Wirtschaftssubjekte kommen Unternehmen, Privathaushalte und der Staat nebst seiner öffentlichen Verwaltung in Betracht. Datenänderungen sind die Veränderung von internen oder externen Daten wie beispielsweise Unternehmensdaten, Marktdaten oder Marktentwicklungen. Die Wirtschaftssubjekte sehen sich heute dynamischen Umweltzuständen gegenüber, die bei Veränderung einer schnellen Anpassung bedürfen. In der Produktionswirtschaft zählt die Flexibilität zusammen mit der Kapazität zu den wichtigsten Eigenschaften eines Produktionssystems bzw. einer Produktiveinheit. Deshalb ist die Flexibilität zunächst eine potenzielle Eigenschaft, solange keine Aktivitäten erforderlich sind; erst bei Flexibilitätsbedarf wird das Flexibilitätspotenzial zum Einsatz gebracht. Nimmt beispielsweise beim Vertrieb von Produkten oder Dienstleistungen die Konkurrenz eine Senkung des Verkaufspreises bei Konkurrenzprodukten vor, so muss ein hiervon betroffenes Unternehmen eine Entscheidung treffen, wie es hierauf reagiert (Preisanpasser, Preisfixierer oder gar nicht). Der Zeitraum zwischen der Erkenntnis der Preissenkung und der Entscheidung hierüber und die Fähigkeit zur Reaktion wird Flexibilität genannt.
Die Flexibilität betrifft sämtliche betrieblichen Produktionsfaktoren, insbesondere jedoch Betriebsmittel, Arbeit und die dispositiven Faktoren Leitung, Planung, Organisation und Kontrolle. Dabei definiert die REFA Flexibilität als „die Fähigkeit eines Produktionssystems, innerhalb einer bestimmten Zeit für verschiedene Aufgaben einsatzfähig zu sein“. Für den Betriebswirt Dieter Schneider sind Anpassungsfähigkeit und Flexibilität Synonyme.

## Unternehmen
Ein flexibles Unternehmen verfügt über bestimmte Freiheitsgrade, die bei unternehmensexternen oder -internen Änderungen kurzfristig alternative Entscheidungen oder Handlungen gestatten. Flexibilität ist als eine (dynamische) Fähigkeit von Unternehmen zu verstehen, Produktionsfaktoren effektiv und effizient zu rekonfigurieren und dadurch Wettbewerbsvorteile zu verwirklichen. Unternehmen müssen sowohl bei kurzfristigen Schwankungen als auch gravierenden Diskontinuitäten Maßnahmen ergreifen können, die ihre Existenz oder ihren Erfolg auch unter veränderten Rahmenbedingungen sichern. Die strategische Flexibilität ist eine organisatorische Fähigkeit, die sich positiv auf den Unternehmenswert auswirken kann.
Eine flexible betriebliche Planung gewährleistet, dass zu Beginn des Planungshorizonts eine Handlung als optimal angesehen wird, die einen optimalen Entscheidungsspielraum für künftige Aktionen bietet, also die Elastizität des Unternehmens optimal festlegt. Flexible Planung erfordert häufige Planrevisionen. Hierzu ist die Anwendung der stochastischen dynamischen Programmierung im betrieblichen Planungsprozess notwendig. Die Erkenntnisse über unternehmerische Flexibilität können auch auf die anderen Wirtschaftssubjekte analog übertragen werden. 
Flexibilität spielt bei der Anpassung an eingetretene oder erwartete Datenänderungen eine wesentliche Rolle. So können flexible Arbeitszeitmodelle mit Anpassung der vertraglichen Arbeitszeit an die Auftragslage helfen, Kostenremanenzen zu verhindern. Werden Anpassungsentscheidungen zu spät oder gar nicht getroffen, kann sich dies negativ auf die Ertragslage  auswirken.
Eine Flexibilisierung in der Beschaffung kann darin liegen, dass die Lagerhaltung zu Gunsten einer Just-in-time-Produktion ganz oder teilweise abgebaut wird. Einerseits verbessert sich hierdurch die Kapitalbindung durch bedarfsgerechtere Beschaffung, andererseits steht diesen Vorteilen die Abhängigkeit von Lieferanten und deren Zuverlässigkeit gegenüber. Aus der zeitnahen Anlieferung und Produktion ergeben sich höhere Anforderungen an die Sicherheit und Flexibilität der Logistik, was durch das Supply-Chain-Management zu überwachen ist. Wichtige Finanzierungsziele sind insbesondere die Sicherung der Liquidität, Flexibilität oder Unabhängigkeit. Bei der Finanzierung liegt Flexibilität vor, wenn die Finanzierungsquellen der Eigen- und Fremdfinanzierung jederzeit imstande sind, den Kapitalbedarf zu decken und Finanzrisiken auszuschalten. Finanzierungsspielräume wie etwa durch genehmigtes Kapital (Eigenkapital) oder nicht ausgenutzte Kreditlinien/Kreditfazilitäten/Kreditzusagen (Fremdkapital) erhöhen die Flexibilität und sorgen für jederzeitige Finanzierungssicherheit bei Investitionen und Liquidität.

## Maschinen
Maschinelle Flexibilität ist die Möglichkeit der Anpassung der Maschine an die von ihr zu bearbeitenden Produkte oder Dienstleistungen. Bei Maschinen und technischen Anlagen unterscheidet man im Hinblick auf die Flexibilität zwischen Einzweckmaschinen und Mehrzweckmaschinen. Einzweckmaschinen sind nach Erich Gutenberg solche Betriebsmittel, die nur einen bestimmten Arbeitsgang vorzunehmen imstande sind. Zu den nur für einen bestimmten Zweck nutzbaren Einzweckmaschinen gehören verzahnende Maschinen oder Spezialgeräte, zu den Mehrzweckmaschinen CNC-Maschinen, flexible Fertigungszentren, Transferstraßen oder Fließbänder. Sie weisen einen erheblich höheren Nutzungsgrad auf als Einzweckmaschinen und erfordern eine geringere Maschinenzahl als bei konventioneller Fertigung. 
Eine Anlage gilt als umso flexibler, je weniger sich die Stückkosten ändern, wenn man vom optimalen Betriebspunkt abweicht.

## Personalwesen
Flexibilität und Mobilität sind die häufig von Arbeitgebern als Karrierevoraussetzung geforderten Eigenschaften von Arbeitnehmern. Flexibilität ist dabei die Bereitschaft und Fähigkeit zum Wechsel des Arbeitsplatzes durch Arbeitskräfte. Zur Personalfluktuation kommt es, wenn der Arbeitsplatz tatsächlich gewechselt wird. Zuweilen wird argumentiert, dass eine lange Betriebszugehörigkeit zwar die Loyalität eines Arbeitnehmers zu seinem Arbeitgeber beweist (Betriebstreue), doch kann sie andererseits ein Zeichen mangelnder Flexibilität sein. Lange Betriebszugehörigkeiten führen dann zu geringer Fluktuation und umgekehrt.

## Finanzwesen
Im Kontext der Finanzwirtschaft bezeichnet finanzielle Flexibilität die Fähigkeit von Unternehmen auf sich ad hoc ergebende Cash Flow Anforderungen zu reagieren, wie sie etwa aus sich ad hoc ergebenden Investitionsmöglichkeiten oder aber auch aus negativen Schocks (Krisensituationen) ergeben. In Umfragen wird das Ziel Aufbau beziehungsweise Erhaltung finanzieller Flexibilität von Finanzverantwortlichen häufig als Ziel der Finanz- und Kapitalstrukturplanung genannt. Empirische Studien legen nahe, dass Unternehmen ihre Liquiditätshaltung, Verschuldungs- und Dividendenpolitik entsprechend anpassen.

## Arten
Die betriebliche Flexibilität tritt in verschiedenen Arten auf:
- Inhaltlich
  - Zielflexibilität: Darunter versteht man die Änderung des Ausmaßes eines Ziels oder den Zeitpunkt der geplanten Zielerreichung.
  - Mittelflexibilität: Kennzeichnet die Flexibilität bei der Auswahl von Mitteln (Produktionsfaktoren) zur Erreichung der gesetzten Ziele.
    - Bestandsflexibilität: Die Anpassungsfähigkeit eines bestehenden Systems an aktuelle sich ändernde Umstände.
    - Entwicklungsflexibilität: Die langfristige Anpassung (z. B. Erweiterungsinvestition).
- Zeitlich: Die Reaktionsschnelligkeit eines Systems, z. B. Rüstzeiten.

Je größer die Verschiedenartigkeit der Aufgaben und je geringer der Umstellungsaufwand (Zeit und Kosten) bei Aufgabenwechseln sind, umso höher ist die Flexibilität einzustufen.

## Flexibilität als Mittel zur Zielerreichung
Flexibilität ist kein Selbstzweck, sondern ein Mittel, Ziele zu erreichen. Das vorhandene Flexibilitätspotenzial sollte deshalb möglichst genau dem Flexibilitätsbedarf entsprechen, da ungenutzte Flexibilität Kosten erzeugt, denen kein Nutzen gegenübersteht (Überflexibilität), und im umgekehrten Fall die Funktionsfähigkeit des Systems gefährdet sein kann (Inflexibilität). Das Flexibilitätspotenzial hängt neben den zur Verfügung stehenden Maschinen auch von den Materialbeständen und vom Personal ab. Mechatroniker sind beispielsweise flexibler einsetzbar als spezialisierte Elektroniker oder Mechaniker. Die benötigte Flexibilität kann jedoch ebenfalls geändert werden. Im Falle der Überflexibilität bietet sich eine Diversifikationsstrategie an, um die vorhandene Flexibilität besser nutzen zu können, bei Inflexibilität entsprechend eine Fokussierungsstrategie.

## Kosten und Nutzen
Flexibilität hat einen Nutzen, da sie ermöglicht, Entscheidungen zu revidieren und zu einem späteren Zeitpunkt gegebenenfalls bessere Handlungsalternativen wahrzunehmen. Die Kosten ergeben sich meist daraus, dass Flexibilität aus Leistungsüberschüssen entsteht, wie z. B. überschüssige Maschinenstunden und große Materiallager. Während die Kosten dafür meist recht genau zu beziffern sind, gestaltet es sich in der Praxis schwierig, den Nutzen zu messen.